# جوستين كوكس
جوستين كوكس (بالألمانية: Justin Cox) (و. 1981  م) هو لاعب هوكي الجليد كندي، ولد في ميريت، كولومبيا البريطانية.

## روابط خارجية
- جوستين كوكس على موقع دوري الهوكي الوطني (الإنجليزية)
- جوستين كوكس على موقع EliteProspects.com (الإنجليزية)
- جوستين كوكس على موقع Eurohockey.com (الإنجليزية)
- جوستين كوكس على موقع HockeyDB.com (الإنجليزية)